# Francis Guthrie
Francis Guthrie, född 22 januari 1831 i London, död 19 oktober 1899 i Claremont i Kapstaden i Kapkolonin, var en brittisk botaniker. Han formulerade 1852 den berömda fyrfärgssatsen, som säger att det räcker med fyra färger för att färglägga områdena på varje karta på ett sådant sätt att ingen angränsande stat har samma färg.
Guthrie formulerade problemet som ung student och frågade sin bror Frederick Guthrie som studerade matematik hos den berömde Augustus de Morgan vid University College i London. Brodern frågade i sin tur de Morgan som emellertid inte kunde ge något bevis av satsen. Fyrfärgssatsen var länge en obevisad hypotes men bevisades slutligen 1976 av Kenneth Appel och Wolfgang Haken vid University of Illinois.